# Cockatoo Island (Sydney)
Cockatoo Island ist die größte Insel im Hafen von Sydney in New South Wales, Australien. Sie liegt an der Einmündung des Lane Cover River in den Parramatta River.
Auf Cockatoo Island gab es eine Sträflingskolonie, ein Gefängnis, eine Besserungsanstalt, Handwerks- und Religionsschule für Mädchen und die zwei größten Schiffswerften Australiens. Die Schiffswerften wurden 1992 stillgelegt und die Insel im Juli 2010 ins UNESCO-Welterbe eingetragen. Heute wird Cockatoo Island als Beispiel für die Entwicklung Australiens von einer Sträflingskolonie zu einer maritimen Industrienation bewertet.
Verwaltet wird die Insel vom Sydney Harbour Federation Trust, der für bauliche Maßnahmen des Denkmal- und Naturschutzes im Hafengebiet Sydneys zuständig ist. Der Trust öffnete die Insel nach 2005 für kulturelle Aktivitäten, wie beispielsweise für das Cockatoo Island Festival und die Biennale of Sydney.

## Name
In den frühen Jahren wurde die Insel Biloela genannt, nach dem Namen der Aborigines für den black cockatoo (deutsch: Schwarzer Kakadu). Offiziell wurde die Insel Government Dockyard – Biloela bis 1913 und danach in Commonwealth Naval Dockyard, Cockatoo Island benannt. Der Name Biloela wurde anschließend als Namen für Schiffe verwendet, die in den Trockendocks gebaut wurden, darunter war allerdings auch ein Schiff, das nach der gleichnamigen Stadt in Queensland benannt wurde.

## Frühe Geschichte
Vor der britischen Kolonisierung befand sich die Insel in der Hand der traditionellen Landeigentümer, den Eora, die im Gebiet des Sydneybeckens lebten. In der Sprache der Eora ist Cockatoo Island als Wareamah bekannt, was sich aus den Worten war (Frau) und eamah (Land) zusammensetzt. Es wird vermutet, dass die Insel für zeremonielle Zwecke von oder für Frauen verwendet wurde.
1839 wurde auf der Insel ein Gefängnis durch den Gouverneur George Gipps gebaut und bis 1869 genutzt. Die Sträflinge mussten in Sydney hart arbeiten, schufen beispielsweise den Circular Quay in Sydney und hoben das Fitzroy-Trockendock auf der Insel in einer Größe von 42.000 m³ aus, Australiens erstes Trockendock. Auch Kinder von 10 bis 14 Jahren wurden dorthin gebracht.

## Trockendocks

### FitzRoy-Trockendock

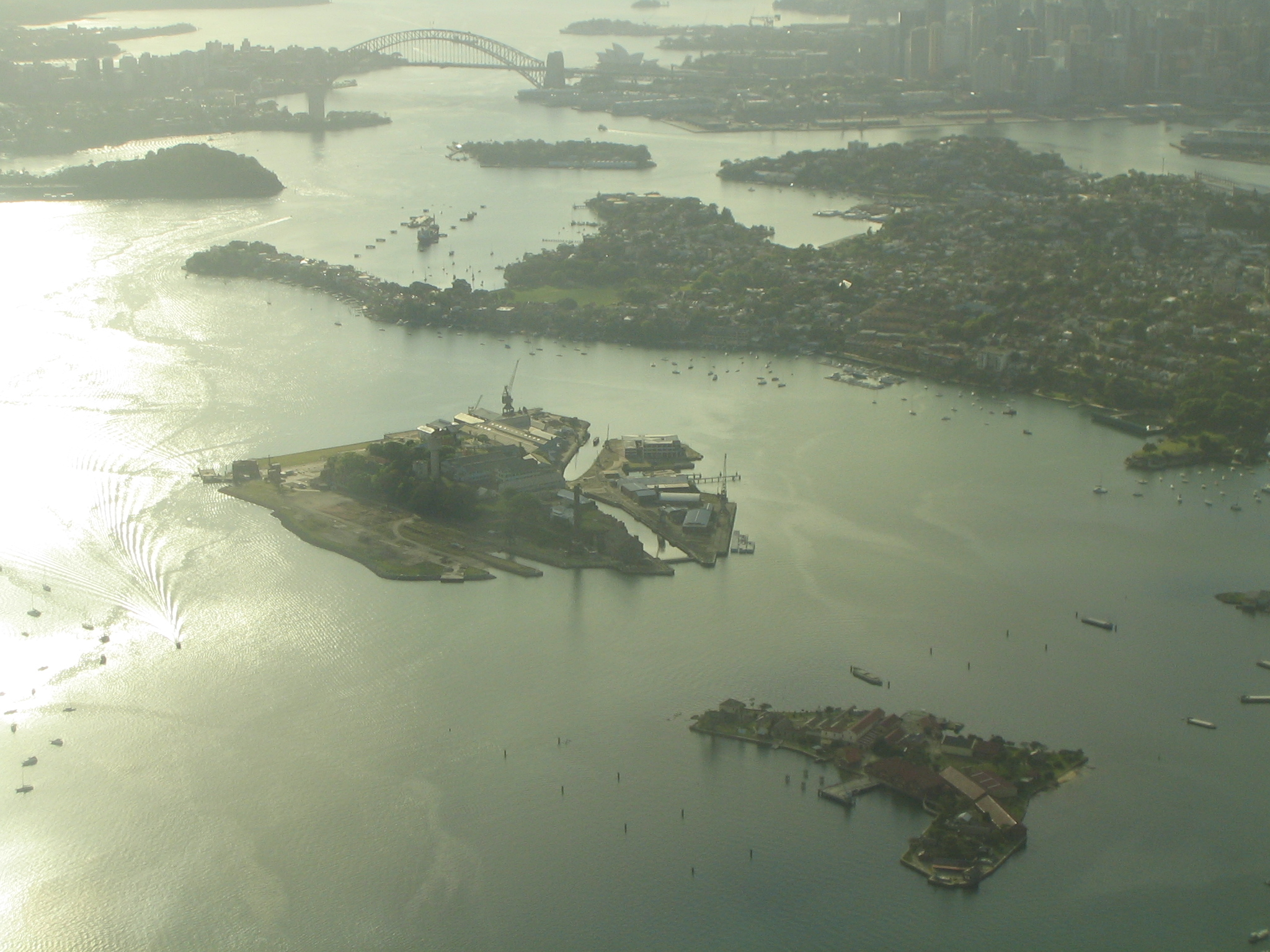
Luftbild der Cockatoo-Insel (Bildmitte) mit den deutlich erkennbaren gefluteten zwei Trockendocks

Das Fitzroy-Trockendock in einer Länge von 316 m und Breite von 76 m, wurde von 1847 bis 1857 in Strafarbeit unter Aufsicht den Ingenieurs Gother Kerr Mann erbaut. Der Grundstein wurde am 5. Juni 1854 durch den Gouverneur Charles Augustus FitzRoy gelegt, nach dem es benannt ist. Verlängert wurde es 1870 und 1880 auf eine Länge von 643 m. Das erste Schiff, das trockengelegt wurde, war die HMS Herald, die durch das 18 m breite Tor des Docks fuhr.

### Sutherland-Trockendock
Das Sutherland Dock baute der Ingenieur Louis Samuel von 1882 bis 1890. Das Dock bot Platz für Schiffe mit einer Tonnage bis zu 20.000 Tonnen. 1913 und 1927 wurde das Dock für Schiffe der Royal Australian Navy bereitgestellt.
In 1864 wurde die Inselverwaltung zwischen dem Department of Prisons und dem Public Works Department von New South Wales aufgeteilt. 1869 wurden die Sträflinge nach Darlinghurst Gaol gebracht und das Gefängnisgebäude als Handwerkerschule für Mädchen und für Religionsunterricht verwendet.

### Cockatooinsel-Trockendock
1870 begann der Schiffsbau auf  Cockatoo Island im Cockatoo-Island-Trockendock.
1913 übernahm der Commonwealth, die australische Regierung, die Insel und machte das Trockendock zum Naval Dockyard der Royal Australian Navy. Der erste Auftrag der Regierung war die Bewaffnung des Torpedoboots Warrego. Im Ersten Weltkrieg wurde das Trockendock zum Bau und zur Reparatur von Kriegsschiffen genutzt. Auf dem Höhepunkt des Krieges waren dort etwa 4.000 Menschen beschäftigt.
1933 wurde die Insel an die Cockatoo Docks and Engineering Company Ltd für die Dauer von 21 Jahren verpachtet, 1954 für weitere 20 Jahre und 1972 für weitere 21 Jahre. Gebaut wurden die Steam Tug Wattle (1933), Yarra (1934), Vigilant (1938), Arunta (1940), Warrego (1939), Wollongong, Warramunga (1942) und Bataan (1944). Während des Zweiten Weltkriegs war das Dock mit etwa 250 reparierten und umgerüsteten Kriegsschiffen die bedeutendste Reparaturwerkstatt im südwestlichen Pazifik. Zwischen August 1942 und März 1943 wurden die Kriegsschiffe der United States Navy Chicago, Chester, Portland und New Orleans nach Kampfschäden und weitere Schiffe der Royal Australian Navy wie die Hobart nach Torpedotreffern repariert.
Nach dem Krieg wurden weiterhin sowohl Zivil- als auch Kriegsschiffe gebaut, wie die Schiffsfähre Empress of Australia und die Kriegsschiffe Success, Vampire (1952) Stalwart (1968) und U-Boote. Die Success war das letzte Schiff, das 1984 vom Stapel lief.

## Sträflingskolonie und Denkmalschutz
Im Juli 2010 wurde die Insel als einer von elf Orten, die bedeutend für das Leben von Sträflingen waren, in die Liste des UNESCO-Welterbes eingetragen. Das Schutzgebiet umfasst die gesamte Insel mit 18 ha im Hafen von Sydney zwischen Birchgrove Point und Woolwich Point. Neben dem Eintrag in die Denkmalschutzliste der UNESCO ist die Insel auch in der nationalen und der von New South Wales eingetragen.
Cockatoo Island ist geschichtlich bedeutend, da es das einzig erhalten gebliebene Trockendock aus der Zeit ist, in der Australien eine Sträflingskolonie war, die Zeugnis über die Behandlung, Einkerkerung und Arbeits- und Lebensbedingungen der Sträflingen ablegt, die insgesamt 580.000 m³ bis zu einer Tiefe von 14 m aus dem anstehenden Felsen aus Hawkesbury-Sandstein schlugen.
Die Insel legt ferner Zeugnis über die Entwicklung des Schiffsabbaus und der Schwerindustrie Australiens seit der Mitte des 19. Jahrhunderts ab.
Die erhalten gebliebenen historischen Bauwerke umfassen die Unterkünfte der Sträflinge, Krankenhaus, Kantine, Räumlichkeiten des Militärs und der Offizier, Quartiere der freien Siedler aus Übersee und das Cottage des Superintendenten.
Das Kraftwerk, das 1918 gebaut wurde, stellt die größte Ansammlung von australischer Gerätschaften der elektrischen, hydraulischen Energie und des Pumpenbaus dar.

## Kultur
Seit der Übernahme der Insel durch den Sydney Harbour Federation Trust ist die Insel zu einem bedeutenden kulturellen Ort künstlerischer Veranstaltungen geworden.
2005 fand das dreitägige Musik- und Künstlerfestival Cockatoo Island Festival mit mehr als 20.000 Besuchern und über 120 Musik- und weiteren Veranstaltungen statt. Das Festival wurde in dieser Form nicht wiederholt, sondern als The Great Escape im Jahr 2006.
2007 wurden eine Veranstaltung des Installationskünstlers Urs Fischer durchgeführt.
2008 fand die Biennale of Sydney mit etwa 86.000 Besuchern in einer Ausstellungsdauer von zehn Wochen und erneut 2010 mit 157.000 Besuchern statt.
2009 war die Insel der Veranstaltungsort des Sydney Festivals, mit 12.000 Besuchern und Ken Unsworth zeigte im gleichen Jahr Installationskunst. Ferner wurde das World's Funniest Island Comedy Festival veranstaltet, das 8.000 Besucher anzog. Die Urban Island Masterclass zeigte künstlerische Darstellung der Insel.
2010 wurde das Underbelly Festival mit einer Dauer von 10 Tagen abgehalten.
2011 fand das Red Bull X-Fighters World Tour Finale als Freestile-Motocross-Veranstaltung statt, wie auch eine weitere Veranstaltung von Ken Unsworth.

## Erreichbarkeit
Die Insel ist mit einer Schiffsfähre erreichbar und es gibt einen Campingplatz.